# Tell Me Something Good
Tell Me Something Good is een nummer geschreven door Stevie Wonder en uitgebracht door de Amerikaanse funkband Rufus in 1974. Het was de eerste single van hun album Rags to Rufus. In 2021 maakte de Schotse dj Ewan McVicar een remix van het nummer.
De versie van Rufus werd een hit in Amerika en bereikte daar de 3e positie in de Billboard Hot 100. Buiten Noord-Amerika bereikte het de hitparades niet. De versie van Ewan McVicar werd wel een bescheiden hit op de Britse eilanden en in Nederland. Het bereikte de 15e positie in het Verenigd Koninkrijk. Na een lang verblijf in de Tipparade, kwam de remix alsnog de Nederlandse Top 40 binnen, waar het een bescheiden 34e positie haalde.